# 保利斯塔 (帕拉伊巴州)
保利斯塔（葡萄牙語：Paulista）是巴西帕拉伊巴州的一个市镇。总面积576.88平方公里，总人口12004人，人口密度20.8人/平方公里。